# Établissement public à caractère administratif en France
Pour les articles homonymes, voir EPA.
Un établissement public à caractère administratif (EPA) est en France une personne morale de droit public disposant d'une certaine autonomie administrative et financière afin de remplir une mission d'intérêt général autre qu'industrielle et commerciale, précisément définie, sous le contrôle de l'État ou d'une collectivité territoriale.
Cette qualification juridique s'oppose à celle d'établissement public « à caractère industriel et commercial » (EPIC) résultant de l'arrêt du tribunal des conflits « Société commerciale de l'Ouest africain » du 22 janvier 1921 qui, en admettant l'existence de services publics gérés selon les mêmes règles que les sociétés de droit privé, a introduit la notion dans le droit administratif français.
Le personnel des EPA est essentiellement constitué d'agents publics, ils peuvent être des fonctionnaires relevant du statut général de la fonction publique ou des agents non titulaires (contractuels) de droit public en CDD ou CDI, pouvant relever le cas échéant de statuts particuliers.

## Aspect juridique
Contrairement aux établissements publics à caractère industriel ou commercial (EPIC) qui sont soumis au droit privé, les EPA sont majoritairement soumis au droit public. Cette distinction juridique est reconnue par la jurisprudence française. Tout service public en l'absence d'une qualification expresse par un texte législatif est présumé avoir un caractère administratif, sauf si trois critères, définissant un EPIC, sont réunis :
1. L'objet du service : il doit s'agir d'une activité de vente ou de production de bien, ou d'une prestation de service ;
2. L'origine des ressources. Il s'agit d'un EPIC lorsque les ressources viennent principalement de redevances perçues sur les usagers du service ;
3. La modalité d'organisation et de fonctionnement du service (critère de gestion), lorsque ses modalités sont proches de celles d'une entreprise de droit privé, on penchera alors pour l'EPIC.

Certains établissements publics exercent conjointement des missions de service public à caractère administratif et des missions de service public à caractère industriel et commercial. Si leur activité principale n'est pas industrielle et commerciale ils sont généralement classés par la jurisprudence dans la catégorie des EPA. Néanmoins, certaines règles des EPIC s'appliquent aux services publics à caractère industriel et commercial qu'ils gèrent.

## Liste des EPA
| Intitulé | Forme courte                | Ministère(s) de tutelle                                       |
| --- | --------------------------- | ------------------------------------------------------------- |
| Caisse nationale militaire de sécurité sociale | CNMSS                       | Armées, Santé et Budget                                       |
| Chancellerie des universités | Chancellerie                | Enseignement supérieur                                        |
| Agence centrale des organismes de sécurité sociale | ACOSS                       | Santé et Finances                                             |
| Agence de la biomédecine | ABM                         | Santé                                                         |
| Agence nationale de sécurité du médicament et des produits de santé | ANSM (ex-Afssaps)           | Santé                                                         |
| Agence départementale d'ingénierie de l'Orne | ADI61                       |                                                               |
| Agences régionales de santé | ARS                         | Santé                                                         |
| Agence technique de l'information sur l'hospitalisation | Atih                        | Santé                                                         |
| Caisse nationale de solidarité pour l'autonomie | CNSA                        | Santé et Finances                                             |
| Centre national de gestion des praticiens hospitaliers et des personnels de direction de la fonction publique hospitalière (dit Centre national de gestion) | CNG                         | Santé                                                         |
| École nationale supérieure de sécurité sociale | EN3S                        | Santé                                                         |
| Établissement français du sang | EFS                         | Santé                                                         |
| Agence nationale de santé publique | SpF - Santé Publique France | Santé                                                         |
| Agence nationale de traitement automatisé des infractions | ANTAI                       | Intérieur                                                     |
| Conseil national des activités privées de sécurité | CNAPS                       | Intérieur                                                     |
| Agence des communications mobiles opérationnelles de sécurité et de secours | ACMOSS                      | Intérieur                                                     |
| Agence pour l'enseignement français à l'étranger | AEFE                        | Affaires étrangères                                           |
| Office français de protection des réfugiés et apatrides | Ofpra                       | Affaires étrangères (de 1952 à 2010), Intérieur (depuis 2010) |
| Agence nationale de sécurité sanitaire de l'alimentation, de l'environnement et du travail | Anses                       | Santé, Travail, et Écologie                                   |
| École Nationale du Génie de l'Eau et de l'Environnement de Strasbourg | ENGEES                      | Agriculture                                                   |
| Établissement national des produits de l'agriculture et de la mer | FranceAgriMer               | Agriculture                                                   |
| Agence de services et de paiement | ASP Public                  | Agriculture et Travail                                        |
| Institut national de formation des personnels du ministère de l'Agriculture | Infoma                      | Agriculture                                                   |
| Institut français du cheval et de l'équitation | IFCE                        | Agriculture et Sports                                         |
| Institut national de l'origine et de la qualité | INAO                        | Agriculture                                                   |
| Académie de France à Rome | villa Médicis               | Culture                                                       |
| Bibliothèque nationale de France | BnF                         | Culture                                                       |
| Académie des sciences d'outre-mer | ASOM                        | Enseignement supérieur                                        |
| Bibliothèque nationale et universitaire | Bnu                         | Enseignement supérieur                                        |
| Bibliothèque publique d'information | BPI                         | Culture                                                       |
| Centre des monuments nationaux | CMN                         | Culture                                                       |
| Centre national d'art et de culture Georges-Pompidou | Cnac-GP                     | Culture                                                       |
| Centre national des arts plastiques | Cnap                        | Culture                                                       |
| Centre national du cinéma et de l'image animée | CNC                         | Culture                                                       |
| Centre national du livre | CNL                         | Culture                                                       |
| Conservatoire national supérieur d'art dramatique | CNSAD                       | Culture                                                       |
| Conservatoire national supérieur de musique et de danse de Paris | CNSMD Paris                 | Culture                                                       |
| Conservatoire national supérieur de musique et de danse de Lyon | CNSMD Lyon                  | Culture                                                       |
| École du Louvre | EDL                         | Culture                                                       |
| Écoles nationales supérieures d'architecture | ENSA                        | Culture                                                       |
| École nationale supérieure d'arts de Cergy-Pontoise | ENSAPC                      | Culture                                                       |
| École nationale supérieure de la photographie | ENSP Arles                  | Culture                                                       |
| École nationale supérieure des arts décoratifs | ENSAD                       | Culture                                                       |
| École nationale supérieure d'art de Nice - Villa Arson | Villa Arson (ex-EPIAR)      | Culture                                                       |
| École nationale supérieure des beaux-arts (Beaux-Arts de Paris) | ENSBA                       | Culture                                                       |
| Musée et domaine de Versailles | EPV                         | Culture                                                       |
| Mobilier national - Musée national de céramique - Musée national Adrien Dubouché - Manufactures nationales de Sèvres, des Gobelins, de Beauvais et de la Savonnerie - Atelier de recherche et de création - Ateliers de dentelles d'Alençon et du Puy-en-Velay | précédemment MN             | Culture                                                       |
| Opérateur du patrimoine et des projets immobiliers de la culture | Oppic                       | Culture                                                       |
| Institut national du patrimoine | INP                         | Culture                                                       |
| Institut national de recherches archéologiques préventives | Inrap (ex-Afan)             | Culture et Recherche                                          |
| Musée Rodin |                             | Culture                                                       |
| Office national des anciens combattants et victimes de guerre | ONAC-VG                     | Armées                                                        |
| Service hydrographique et océanographique de la marine | Shom                        | Armées (depuis 2007)                                          |
| Établissement de communication et de production audiovisuelle de la Défense | ECPAD                       | Armées                                                        |
| Établissement pour l'insertion dans l'emploi | EPIDE                       | Armées, Cohésion des territoires et Travail                   |
| Foyer d'entraide de la Légion étrangère | FELE                        | Armées                                                        |
| Groupe des écoles nationales supérieures de techniques avancées (ENSTA Paris et ENSTA Bretagne) | ENSTA                       | Armées                                                        |
| Institution nationale des Invalides | INI                         | Armées                                                        |
| Musée de l'Armée |                             | Armées                                                        |
| Musée national de la Marine |                             | Armées                                                        |
| Musée de l'air et de l'espace | MAE                         | Armées                                                        |
| Académie de marine |                             | Armées                                                        |
| Conseil national des communes « Compagnon de la Libération » | CNCCL                       | Armées                                                        |
| Agence de financement des infrastructures de transport de France | AFITF                       | Écologie                                                      |
| Agences de l'eau (6 agences) |                             | Écologie et Budget                                            |
| Agence nationale de l'habitat | Anah                        | Cohésion des territoires, Finances et Budget                  |
| Agence nationale pour la garantie des droits des mineurs | ANGDM                       | Écologie                                                      |
| Caisse nationale des autoroutes | CNA                         | Écologie                                                      |
| Centre d'études et d'expertise sur les risques, l'environnement, la mobilité et l'aménagement | Cerema                      | Écologie                                                      |
| Centre national de la propriété forestière | CNPF                        | Agriculture                                                   |
| Conservatoire du littoral | CELRL                       | Écologie                                                      |
| École nationale des ponts et chaussées (École des Ponts ParisTech) | ENPC                        | Écologie                                                      |
| École nationale de l'aviation civile | ENAC                        | Écologie                                                      |
| Établissement national des invalides de la marine | Enim                        | Écologie, Budget et Affaires sociales                         |
| Établissement public du marais poitevin | EPMP                        | Écologie                                                      |
| Institut national de l'information géographique et forestière | IGN                         | Écologie                                                      |
| Office français de la biodiversité | OFB                         | Écologie et Agriculture                                       |
| Météo-France |                             | Écologie                                                      |
| Les onze parcs nationaux |                             | Écologie                                                      |
| Voies navigables de France | VNF                         | Écologie                                                      |
| Établissement public de sécurité ferroviaire | EPSF                        | Écologie                                                      |
| Port autonome de Strasbourg | PAS                         | Écologie                                                      |
| Centre international de Valbonne | CIV                         | Éducation                                                     |
| Caisse Nationale des Allocations Familiales | CNAF                        | Solidarité                                                    |

## Tutelle(s) des EPA

### Ministère de l'Éducation nationaleetministère de l'Enseignement supérieur et de la Recherche
- France Éducation international, (FEi) anciennement Centre international d'études pédagogiques (CIEP)
- Le Centre national d'enseignement à distance (CNED)
- Le Centre national des œuvres universitaires et scolaires (CNOUS) et les centres régionaux des œuvres universitaires et scolaires (CROUS)
- L'Office national d'information sur les enseignements et les professions (ONISEP)
- Le réseau Canopé[11]
- L'Institut national supérieur de formation et de recherche pour l'éducation inclusive (INSEI)
- le Muséum national d'histoire naturelle (MNHN)

### Ministère de l'Éducation nationaleetministère du Travail
- Le Centre d'études et de recherches sur les qualifications (CEREQ)

### Ministère des Solidarités et de la Santéetministère de l'Économie et des Finances
- Caisse Nationale de l'Assurance Maladie (CNAM)

### Ministère de l'Enseignement supérieur et de la Recherche
- L'Académie des technologies[12]
- L'Agence bibliographique de l'enseignement supérieur (ABES) créée le 24 octobre 1994
- L'Agence nationale de la recherche (ANR) créée le 1er janvier 2007
- Le Centre d'études de l'emploi (CEE), double tutelle avec le ministère du Travail
- Le Centre informatique national de l'enseignement supérieur (CINES)
- Les écoles nationales supérieures d’ingénieurs
- 3 des 4 écoles nationales d’ingénieurs (rattachées à une université) :
  - École nationale d'ingénieurs de Brest
  - École nationale d'ingénieurs de Metz
  - École nationale d'ingénieurs de Tarbes.
- 7 des 9 instituts d'études politiques (rattachés à une université)
- L'Institut d'administration des entreprises de Paris (rattaché à l'université Paris-1 Panthéon-Sorbonne)
- L’École nationale supérieure de l'électronique et de ses applications
- L'École nationale supérieure d'informatique pour l'industrie et l'entreprise
- L’Institut français de mécanique avancée
- L’École nationale supérieure de la nature et du paysage
- L’École nationale supérieure des arts et techniques du théâtre
- L’École nationale supérieure Louis-Lumière
- L'Établissement public d'aménagement universitaire de la région Île-de-France (EPAURIF)
- L’Observatoire de la Côte d'Azur (rattaché à l’université de Nice Sophia-Antipolis)
- Le Centre universitaire de formation et de recherche de Mayotte

### Centre national de la fonction publique territoriale
Le Centre national de la fonction publique territoriale (CNFPT) est un organisme paritaire placé auprès du ministère de l'Intérieur et des collectivités locales, il ne relève donc pas d'une tutelle ministérielle. Le CNFPT est lui-même un EPA.
- L'Institut national des études territoriales (INET)

### Ministère de l'Industrie et de l'Économie
- L'Agence nationale des fréquences (ANFR)
- L'École nationale supérieure des mines de Paris
- L'École nationale supérieure des mines de Saint-Étienne
- L'École nationale supérieure des mines de Douai
- L'École nationale supérieure des mines d'Alès
- L'École nationale supérieure des mines de Nantes
- L'École nationale supérieure des mines d'Albi-Carmaux
- L'École nationale supérieure des télécommunications (Télécom ParisTech puis Télécom Paris)
- Le Fonds national de promotion et de communication de l'artisanat[13] (FNPCA)[14]
- L'Institut national de la propriété industrielle (INPI)

### Ministèresde l'Industrie et de l'Économie,du Budget,des Affaires sociales et de la Santé,du Travailetdes personnes âgées et des personnes handicapées
- La Caisse d'amortissement de la dette sociale (CADES) — quintuple tutelle

### Ministère de l'Intérieur
- L'Agence nationale de traitement automatisé des infractions (ANTAI)[15]
- L'Agence nationale des titres sécurisés (ANTS)
- L'École nationale supérieure des officiers de sapeurs-pompiers (ENSOSP)
- L'École nationale supérieure de la police (ENSP)
- L'Office français de l'immigration et de l'intégration (OFII)
- L'Office français de protection des réfugiés et apatrides (OFPRA)[16]
- Le Conseil national des activités privées de sécurité (CNAPS)
- L'Agence du numérique de la sécurité civile (ANSC)[17]

### Ministère de la Jeunesse
- L'Institut national de la jeunesse et de l'éducation populaire (INJEP)

### Ministère de la Justice
- L'Agence de gestion et de recouvrement des avoirs saisis et confisqués (Agrasc), double tutelle avec le ministère du budget
- L'Agence publique pour l'immobilier de la justice (Apij)
- L'École nationale d’administration pénitentiaire (Énap)
- L’École nationale de la magistrature (ENM)
- L'Établissement public du palais de justice de Paris (EPPJP)

### Ministère du Logementet duministère de l'Économie et des Finances
- La Caisse de garantie du logement locatif social (CGLLS)
- L'Agence nationale de contrôle du logement social (ANCOLS)
- L'Agence nationale de l'habitat (ANAH)

### Premier ministre
- Le Commissariat général à l'égalité des territoires (CGET), anciennement Délégation interministérielle à l'aménagement du territoire et à l'attractivité régionale (Datar), Comité interministériel des villes (CIV) et Agence nationale pour la cohésion sociale et l’égalité des chances (Acsé)
- L'Institut national du service public (INSP)
- Les cinq Instituts régionaux d'administration (IRA) à Bastia, Lille, Lyon, Metz et Nantes
- L'Institut des hautes études de défense nationale (IHEDN)
- L’Institut national des hautes études de la sécurité et de la justice (INHESJ)

### Ministère des Sports
- Le Musée national du Sport (MNS)
- L'Institut national du sport, de l'expertise et de la performance (INSEP)

### Ministère du Travail
- L'Agence nationale pour l'amélioration des conditions de travail (ANACT)
- Le Fonds de solidarité
- Le Fonds national de modernisation et de développement de l'apprentissage
- L'Institut national du travail, de l'emploi et de la formation professionnelle (INTEFP)
- France Travail, anciennement Pôle emploi, lui-même fusion de l'Agence nationale pour l'emploi (ANPE) et des Assédics

### Ministère du Travailetsecrétariat d’État au Commerce
- l'Agence nationale des services à la personne (ANSP)

### Ministère des Outre-mer
- L'Agence de l'outre-mer pour la mobilité
- L'Agence de Santé de Wallis et Futuna

### Tutelle d'une administration territoriale
- Les centres communaux d'action sociale (CCAS)
- Les services départementaux d'incendie et de secours (SDIS)
- Les centres de ressources, d'expertise et de performance sportives (CREPS)
- Les chambres de commerce et d'industrie (CCI), qui sont des établissements mixtes, exploitant conjointement des services publics administratifs et des services publics industriels et commerciaux, mais sont principalement des EPA
- Île-de-France Mobilité, tutelle du Conseil régional d'Île-de-France[18]
- L'AD Isère Drac Romanche
- L'Entente interdépartementale pour la démoustication du littoral méditerranéen (EID-Méditerranée)

### EPA à classer
- Le syndicat interdépartemental pour l'assainissement de l'agglomération parisienne (SIAAP)
- Les associations syndicales autorisées (ASA) qui regroupent notamment les ASA d'irrigation, les ASA d'inondation, les ASA d'eau potable mais aussi les Associations Foncières Pastorales autorisées (AFPa) et les Associations Foncières Agricoles (AFA)
- les associations syndicales constituées d'office (ASCO)
- Orne Métropole (OM61)